# Lamin Diallo
Lamin Diallo (sinh 31 tháng 8 năm 1991) là một hậu vệ bóng đá Slovenia thi đấu cho Mladost Doboj Kakanj. Diallo cũng mang quốc tịch Guinée.